# Resupinus spinicaudatus
Resupinus spinicaudatus is een vlokreeftensoort uit de familie van de Megaluropidae. De wetenschappelijke naam van de soort is voor het eerst geldig gepubliceerd in 1986 door Thomas & Barnard.